# Liste der Kulturgüter in Greng
Die Liste der Kulturgüter in Greng enthält alle Objekte in der Gemeinde Greng im Kanton Freiburg, die gemäss der Haager Konvention zum Schutz von Kulturgut bei bewaffneten Konflikten, dem Bundesgesetz vom 20. Juni 2014 über den Schutz der Kulturgüter bei bewaffneten Konflikten sowie der Verordnung vom 29. Oktober 2014 über den Schutz der Kulturgüter bei bewaffneten Konflikten unter Schutz stehen.
Objekte der Kategorien A und B sind vollständig in der Liste enthalten, Objekte der Kategorie C fehlen zurzeit (Stand: 1. Januar 2023).

## Kulturgüter
| Foto |                                                                        | Objekt                                                  | Kat. | Typ | Standort                      | Beschreibung                                                        |
| ---- | ---------------------------------------------------------------------- | ------------------------------------------------------- | ---- | --- | ----------------------------- | ------------------------------------------------------------------- |
| ja   | Datei hochladen · Wikidata zu Grengspitz (Seeufersiedlung) (Q29479164) | Grengspitz, neolithische Seeufersiedlung KGS-Nr.: 09598 | A    | F   | Grengspitz 573450 / 196700    | Teil des UNESCO-Welterbes «Prähistorische Pfahlbauten um die Alpen» |
| ja   | Datei hochladen · Wikidata zu Turmspeicher (Q29479165)                 | Turmspeicher de Pourtalès KGS-Nr.: 09970                | B    | G   | Bureliweg 1a 573794 / 195680  |                                                                     |
| BW   | Datei hochladen · Wikidata zu Herrenhaus (Q29694987)                   | Herrenhaus KGS-Nr.: 13199                               | B    | G   | Dorfstrasse 4 573754 / 195560 |                                                                     |